# Ludworth
Ludworth – wieś w Anglii, w hrabstwie Durham. Leży 10 km na wschód od miasta Durham i 372 km na północ od Londynu.